# Liga da Justiça (canção)
Liga da Justiça é uma popular canção do carnaval da Bahia de 2011. Em sua letra, a canção insinua relações sexuais entre o Super-Homem e a Mulher Maravilha, membros da Liga da Justiça.